# Proteoliza
Proteoliza – hydrolityczny rozkład wiązania peptydowego za pomocą proteaz. Prowadzi do rozkładu białek na peptydy i aminokwasy.
Proteoliza jest procesem składowym trawienia oraz procesów rozpadu (degradacji) szkodliwych białek w komórce.